# کلیمازولام
کلیمازولام (انگلیسی: Climazolam) یک داروی دامپزشکی و یک بنزودیازپین و یک مشتق از ایمیدازوبنزودیازپین است که از نظر ساختار شبیه به میدازولام و دی‌کلازپام است و در دامپزشکی برای بیهوش کردن حیوانات به کار می‌رود.